# Hans Matheson
Hans Matheson (* 7. August 1975 in Stornoway, Schottland) ist ein schottischer Film- und Theaterschauspieler.

## Leben
Matheson wurde als älterer von zwei Söhnen in einem Wohnwagen geboren. Kurz danach zog die Familie von Stornoway nach Canterbury; dennoch verbrachte Matheson viele Sommer in Schottland bei seinen Großeltern. Bereits als Kind nahmen ihn seine Eltern Iain (andere Quellen: Ado) und Sheena zu Folk-Festivals und Konzerten von Bob Dylan mit. So begann auch bei Hans das Interesse am Showbusiness zu keimen.
Dennoch lag das Talent auch in der Familie. Sein Vater ist Musiker und sein Großvater ebenfalls gälischer Sänger und Songwriter, der mit seinen Liedtexten und seinem Ceili Dancing durch Schottland tourte.
Hans Matheson galt als Kind als introvertiert und schüchtern, der nicht glücklich mit dem Besuch der Schule war. Darum brach er diese ab und besuchte, dank dem Einfluss seiner Mutter, die Avondalle Hall in Clapham, eine speziell auf Schauspiel ausgerichtete Einrichtung.
Zunächst stand er in kleineren Bühnenproduktionen am Royal Court Theatre, ehe er 1995 – Matheson war 20 Jahre alt – sein Filmdebüt in einer Episode der Fernsehserie The Bill gab. Seinen Durchbruch erzielte er jedoch erst 1998 als Marius in Bille Augusts Drama Les Misérables.
International bekannter wurde er durch Blockbuster wie Sherlock Holmes und Kampf der Titanen, bei dem er schon zum zweiten Mal mit Gemma Arterton drehte. Beide lernten sich zuvor beim Dreh zu Tess von den d’Urbervilles kennen.

## Filmografie
- 1996: Stella Does Tricks
- 1998: Still Crazy
- 1998: Les Misérables
- 1999: Bodywork
- 2001: Die Nebel von Avalon (The Mists of Avalon)
- 2002: Doktor Schiwago (Doctor Zhivago)
- 2002: Dina – Meine Geschichte (Jeg Er Dina)
- 2002: Canone Inverso
- 2002: Deathwatch
- 2004: Nero – Die dunkle Seite der Macht (Imperium: Nerone)
- 2006: Half Light
- 2006: Elizabeth I – The Virgin Queen (The Virgin Queen)
- 2008: Bathory
- 2008: Tess von den d’Urbervilles (Tess of the d’Urbervilles)
- 2008: Die Tudors – Die Königin und ihr Henker (The Tudors)
- 2009: Sherlock Holmes
- 2010: Kampf der Titanen (Clash of the Titans)
- 2013: Christmas Candle – Das Licht der Weihnacht (The Christmas Candle)
- 2014: 300: Rise of an Empire
- 2016: Jericho (Fernsehserie, acht Folgen)